# صلب المسيح
لوحة صلب المسيح أو مذبح غافاري هي واحدة من الأعمال المبكرة للفنان الإيطالي رافائيل، حيث تعود إلى عام 1502-1503، مما يجعلها ربما ثاني أعماله بعد قطعة مذبح بارونسي مذبح البارونشي (حوالي 1499-1500). كانت تتألف في الأصل من أربعة عناصر، منها ثلاثة لا تزال موجودة ولكنها مفصولة الآن: اللوحة الرئيسية التي تظهر المسيح المصلوب مع السيدة العذراء والقديسين والملائكة، والتي تم التبرع بها إلى المعرض الوطني في لندن من قبل لودفيغ مون، وقطعة مذبح ثلاثية الألواح فقد منها لوح واحد؛ اللوحتان الباقيتان هما "أوسابيوس كريمونا يحيي ثلاثة رجال من الموت" مع "رداء القديس جيروم" في متحف الفن الوطني القديم في لشبونة، و"القديس جيروم ينقذ سيلفانوس ويعاقب الهراطقة سابينوس" في متحف نورث كارولاينا للفن.

## خلفية
كان هذا العمل المبكر من رافائيل قد تم تكليفه من قبل تاجر الصوف دومينيكو غافاري ليكون قطعة المذبح لكتدرائيته في الرواق الجنوبي من كنيسة سان دومينيكو في مدينة تشيتا دي كاستيلو في منطقة أومبريا، بالقرب من مسقط رأس رافائيل في أوربينو. كانت الكنيسة مخصصة للقديس جيروم، حيث لا يزال إطار الحجر الصلب "بييترا سيرينا" الأصلي للوحة محفوظًا، بما في ذلك التاريخ المنقوش عليه 1503. كان غافاري أحد شركاء أندريا بارونسي، الذي كان رافائيل قد أعد له سابقًا قطعة مذبح بارونسي. توفي الابن الأول لغافاري، جيرولامو (جيروم)، في سن مبكرة.

## اللوحة الرئيسية
اللوحة الرئيسية تُصور صلب يسوع، مع خلفية من التلال في الريف الأومبري، مع منظر لمدينة كيتا دي كاستيلو في البعد. يظهر يسوع هادئًا رغم موته على الصليب، مُتوجًا بإكليل من الشوك ومُرتديًا قطعة قماش حمراء غير معتادة. في السماء فوقه، تظهر الشمس بورق الذهب والقمر بورق الفضة معًا. يطفو ملاكان، يرتديان أردية فضفاضة وأشرطة متدلية حول خصورهم، واحد على كل جانب من الصليب، يحملان كؤوسًا ذهبية تشبه أوعية القربان لالتقاط الدم المتساقط من يدي يسوع المثقوبتين بالأظافر ومن الجرح في جنبه. إلى الجهة اليمنى (يسار يسوع) تجثو مريم المجدلية، ويقف خلفها يوحنا الإنجيلي. إلى الجهة اليسرى (يمين يسوع)، تقف أمه مريم وراء القديس جيروم الذي يجثو، حاملًا حجرًا كان يستخدمه النسّاك للضرب على صدره بخشوع.
الشخصيتان الجاثيتان يتأملان يسوع على الصليب بخشوع، بينما الشخصيتان الواقفتان تعبران عن الحزن والألم من خلال تقلب أيديهما، وينظران إلى المشاهد. هناك لوحة في أعلى الصليب تحمل النقش "INRI"، بينما في قاعدة الصليب يوجد نقش باللاتينية بالحروف الفضية: "RAPHAEL/ VRBIN / AS /.P.[INXIT]" ("رسم رافائيل من أوربينو هذا"). العمل مضاء من الجهة اليسرى، بما يتماشى مع الإضاءة القادمة من النوافذ في الكنيسة التي تضيء قطعة المذبح.
اللوحة الرئيسية قياسها 283.3 سم × 167.3 سم (111.5 بوصة × 65.9 بوصة) وهي الآن محفوظة داخل إطار يعود للقرن التاسع عشر. تدل الدقة الهندسية في التكوين على أنه تم تخطيطها باستخدام شبكة هندسية، مع الاستعانة بالمسطرة والبوصلة لنسخ الرسومات التحضيرية. توجد دراسة لشخص جاثٍ، ربما كانت دراسة لشخصية مريم المجدلية، في متحف آشمولين في أكسفورد.

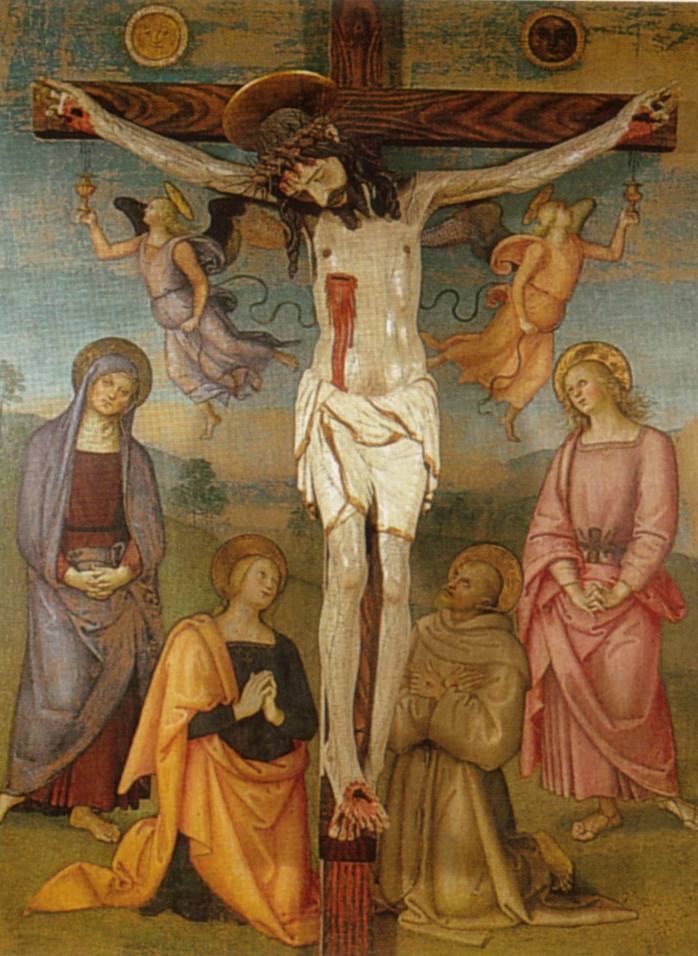
لوحة مذبح مونتيريبيدو لبيروجينو ، اكتمل بناؤها عام 1502، جاليريا ناسيونالي ديل أومبريا ، بيروجيا

اللوحة تأثرت بأسلوب بيروجينو، الذي كان رافائيل قد تعرف عليه أثناء إقامته في بيروجيا. تشبه اللوحة مذبح مونتيريبيدو الذي أنجزه بيروجينو حوالي عام 1502 في دير سان فرانسيسكو آل مونتي في مونتيريبيدو قرب بيروجيا، والذي يظهر مشهد صلب مشابه، مع وجود ملاكين مشابهين يحملان أشرطة لالتقاط دم يسوع في أكواب، ويصاحبهم أربعة شخصيات، اثنان واقفان واثنان جاثيان، بما في ذلك السيدة العذراء ويوحنا الإنجيلي ومريم المجدلية، لكن الشخصية الرابعة هي فرنسيس الأسيزي بدلاً من القديس جيروم. في "الصلب مون" استخدم رافائيل تقنية الظلال المتقاطعة التي ابتكرها بيروجينو، لكنه أيضًا استخدم أصابعه لمسح وتنعيم الطلاء الرطب في بعض الأماكن، مما ترك بصمات أصابعه القابلة للكشف. وقد علق فاساري لاحقًا بأن أحدًا لم يكن ليصدق أن هذه اللوحة قد رسمها رافائيل بدلاً من بيروجينو لو لم يكن قد وقع عليها.